# جوناثان بلونديل
جوناثان بلونديل (3 أبريل 1984 في بلجيكا - ) هو لاعب كرة قدم بلجيكي في مركز الوسط. شارك مع منتخب بلجيكا تحت 17 سنة لكرة القدم ومنتخب بلجيكا تحت 19 سنة لكرة القدم ومنتخب بلجيكا تحت 21 سنة لكرة القدم ومنتخب بلجيكا لكرة القدم. أما مع النوادي، فقد لعب مع توتنهام هوتسبير ونادي كلوب بروج ونادي موسكرون و.

## روابط خارجية
- جوناثان بلونديل على موقع الاتحاد البلجيكي (الإنجليزية)
- جوناثان بلونديل على موقع قاعدة بيانات كرة القدم.إي يو (الإنجليزية)
- جوناثان بلونديل على موقع ناشيونال فوتبول تيمز (الإنجليزية)
- جوناثان بلونديل على موقع عالم كرة القدم.نت (الإنجليزية)